# Sainte-Tréphine
Sainte-Tréphine è un comune francese di 220 abitanti situato nel dipartimento delle Côtes-d'Armor nella regione della Bretagna.

## Geografia fisica

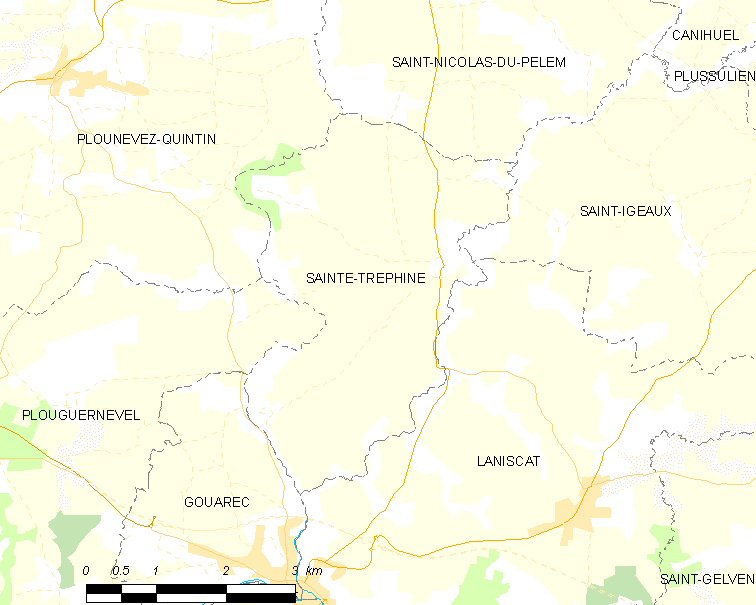
Situazione di Sainte-Tréphine

## Società

### Evoluzione demografica
Abitanti censiti